# Pygocentrus nattereri
Il piranha rosso (Pygocentrus nattereri Kner, 1858), anche noto come piranha dal ventre rosso, è una specie di piranha, originaria dei bacini dell'Amazzonia, Paraguay, Paraná ed Essequibo, nonché nei fiumi costieri del Brasile nordorientale, in Sud America. Questo pesce è localmente abbondante nel suo habitat d'acqua dolce, dove svolge il ruolo di predatore opportunista, nutrendosi di insetti, vermi, crostacei e pesci. Non è una specie migratrice, ma talvolta si muove in banchi per cercare condizioni favorevoli alla riproduzione e alla deposizione delle uova durante i periodi alluvionali. I piranha rossi si muovono spesso in banchi come metodo difesa contro i predatori, ma raramente mostrano comportamenti di caccia di gruppo. La comunicazione acustica è comune in questa specie e, talvolta, viene esibita insieme a comportamenti aggressivi. Attraverso l'influenza dei media, il piranha rosso ha la reputazione di essere un feroce e violento predatore, sebbene questa immagine sia ben lungi dalla realtà. Tuttavia, questa sua terribile reputazione lo ha reso un pesce molto popolare negli acquari e nell'ambiente dell'acquariofilia.

## Descrizione

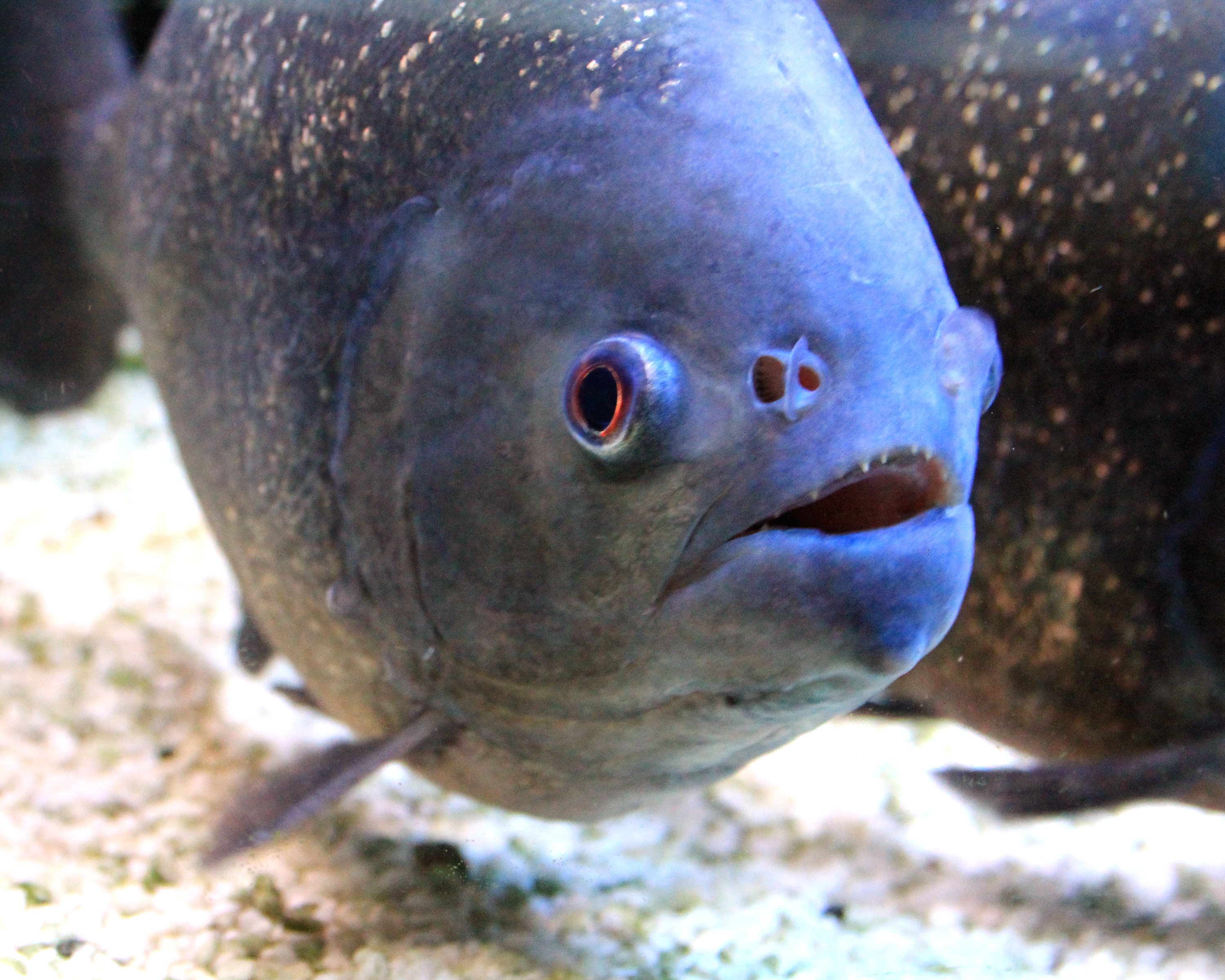
Dettaglio della testa

Il piranha rosso è spesso ritratto nella cultura popolare come un predatore feroce e insaziabile, nonostante sia principalmente uno spazzino. Come suggerisce il nome, i piranha rossi adulti presentano una livrea grigia con squame screziate d'argento, con delle sfumature rossastre sul ventre, mentre i giovani sono di colore argento con macchie più scure. A volte compaiono macchie nerastre dietro le branchie, e la pinna anale è solitamente nera alla base. Le pinne pettorali e pelviche possono variare dal rosso all'arancione. Le femmine si distinguono dai maschi per la colorazione rossa del ventre leggermente più profonda. La specie può raggiungere i 3,9 kg di peso e 50 centimetri di lunghezza massima, ma raramente questi pesci superano i 35 centimetri di lunghezza. In base a queste informazioni, il piranha rosso è considerato la specie di piranha più piccola al mondo, se il piranha di Wimple non fosse considerato una specie a sé stante.

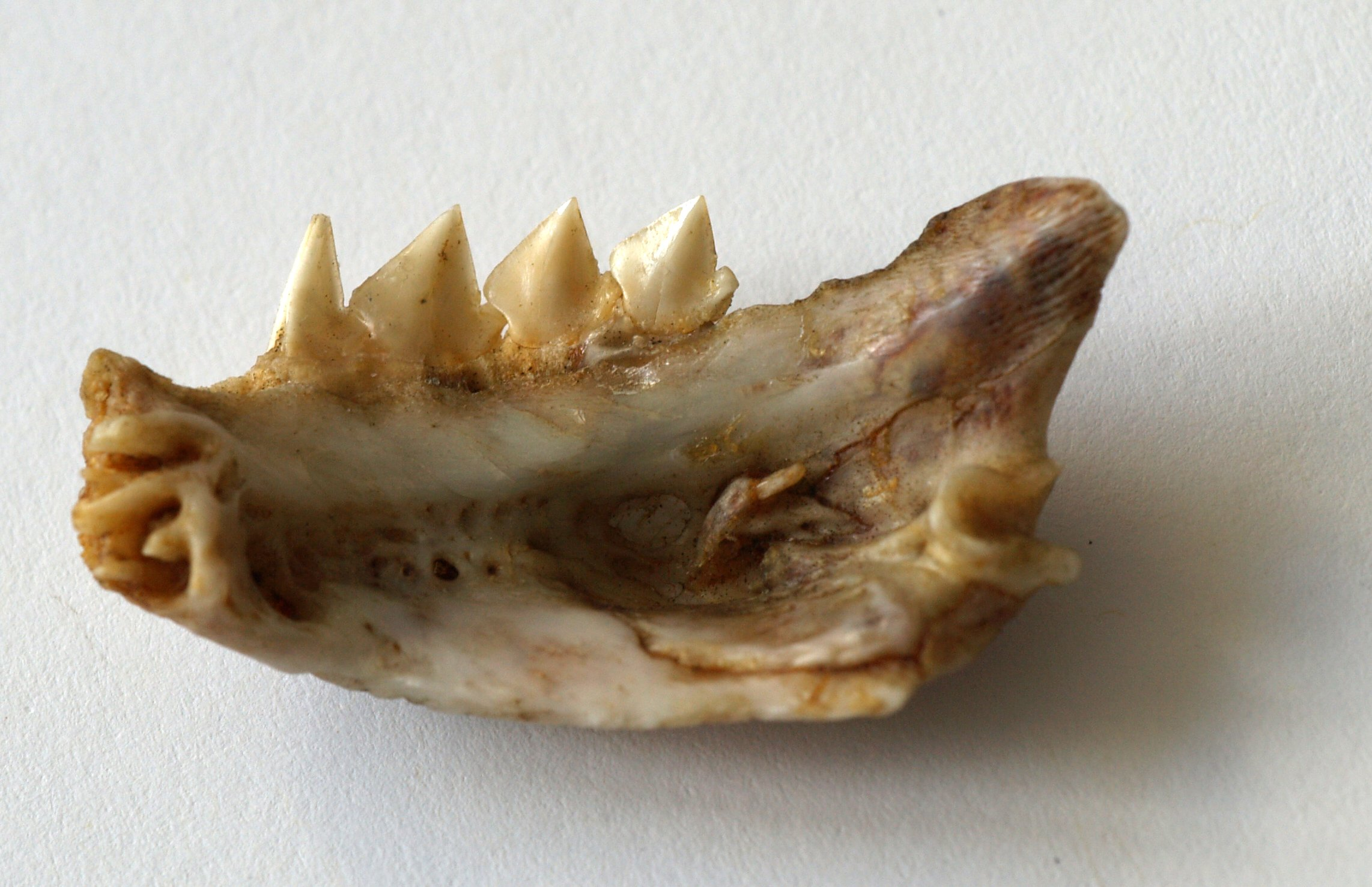
Mandibola e denti

Il piranha rosso si trova tipicamente nei fiumi dalle acque bianche, come il bacino del Rio delle Amazzoni, e in alcuni torrenti e laghi. A volte, possono abitare le foreste allagate come quelle che si trovano nell'Amazzonia brasiliana. Vivono in banchi ma non cacciano in gruppo, anche se occasionalmente possono entrare in frenesia alimentare collettiva. In caso di frenesia alimentare, i banchi di piranha convergeranno su una grande preda, spolpandola e divorandola in pochi minuti. Tuttavia, raramente si avventano su prede vive di grandi dimensioni, preferendo avventarsi sulle carcasse che sono trascinate dai fiumi. Gli attacchi ad animali vivi di grandi dimensioni sono, generalmente, estremamente rari, dovuti solitamente a provocazione o alla fame. La riproduzione avviene in un periodo di due mesi durante la stagione delle piogge, ma ciò può variare in base alla zona. Le femmine deporranno circa 5 000 uova sulla vegetazione appena sommersa nei nidi costruiti dai maschi.

## Distribuzione e habitat
Il piranha rosso copre un vasto areale che comprende tutto il continente sudamericano, abitando i fiumi neotropicali dell'Argentina, Brasile, Bolivia, Colombia, Ecuador, Guyana, Paraguay, Perù, Uruguay e Venezuela. Vivono nei drenaggi d'acqua dolce calda di diversi grandi fiumi tra cui i Rio delle Amazzoni, il Paraguay, il Paraná e l'Essequibo, oltre a numerosi sistemi fluviali più piccoli. Generalmente, prediligono le acque la cui temperatura varia dai 15 ai 35 °C (59–95 °F), ma sono in grado di sopravvivere a temperature fino a 10 °C (50 °F) per un periodo limitato. Si trovano principalmente in acque bianche, sebbene siano stati avvistati anche in acque nere e limpide. Il piranha rosso vive principalmente in fiumi, torrenti, laghi (come lanche e laghi artificiali formati da dighe), pianure alluvionali, e talvolta invadono anche le foreste inondate durante la stagione delle piogge.

## Tassonomia e filogenesi
Il piranha rosso appartiene alla famiglia Serrasalmidae, che è un gruppo di characiformi di taglia medio-grande e comprende anche grandi pesci onnivori strettamente imparentati, come i pacu. Questi pesci sono caratterizzati da corpi profondi e compressi lateralmente, con lunghe pinne dorsali. All'interno della famiglia, i piranha rossi sono classificati nel genere Pygocentrus, che si distingue principalmente per la loro insolita dentatura e per la larghezza della testa. Il piranha rosso è un componente insolito per questa famiglia, in quanto altamente carnivoro, mentre la maggior parte delle altre specie che compongono questa famiglia sono principalmente erbivori. Tuttavia, il piranha rosso è in realtà onnivoro, con una predisposizione per il consumo di carne.

## Biologia

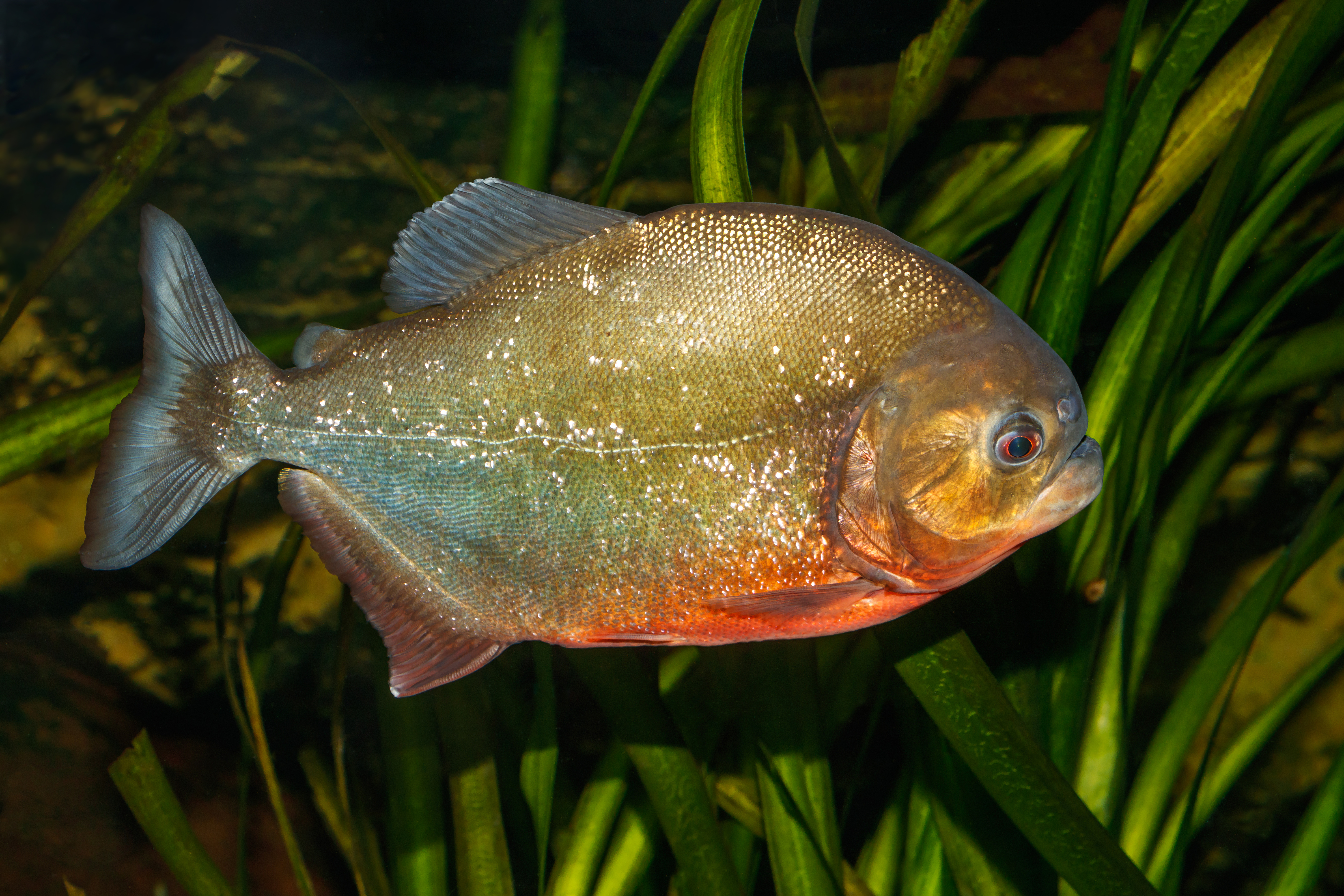
Piranha rosso allo zoo di Karlsruhe

Il piranha rosso ha un areale estremamente ampio rispetto a qualsiasi altra specie di piranha, coprendo gran parte della regione neotropicale del Sud America. Quando i piranha dal ventre rosso vengono introdotti in altre parti del continente americano, di solito ciò ha conseguenze negative sulla fauna ittica locale, in parte a causa del loro comportamento generalmente aggressivo. Questo comportamento aggressivo è talvolta contrassegnato dai suoni acustici che producono.
Il piranha rosso non è una specie migratrice, ma cerca condizioni favorevoli alla riproduzione durante le stagioni delle piogge. I piranha rossi sono onnivori, nutrendosi di ciò che trovano e cade nei fiumi che abitano. Si nutrono di insetti, pesci, piante e detriti organici.

### Alimentazione

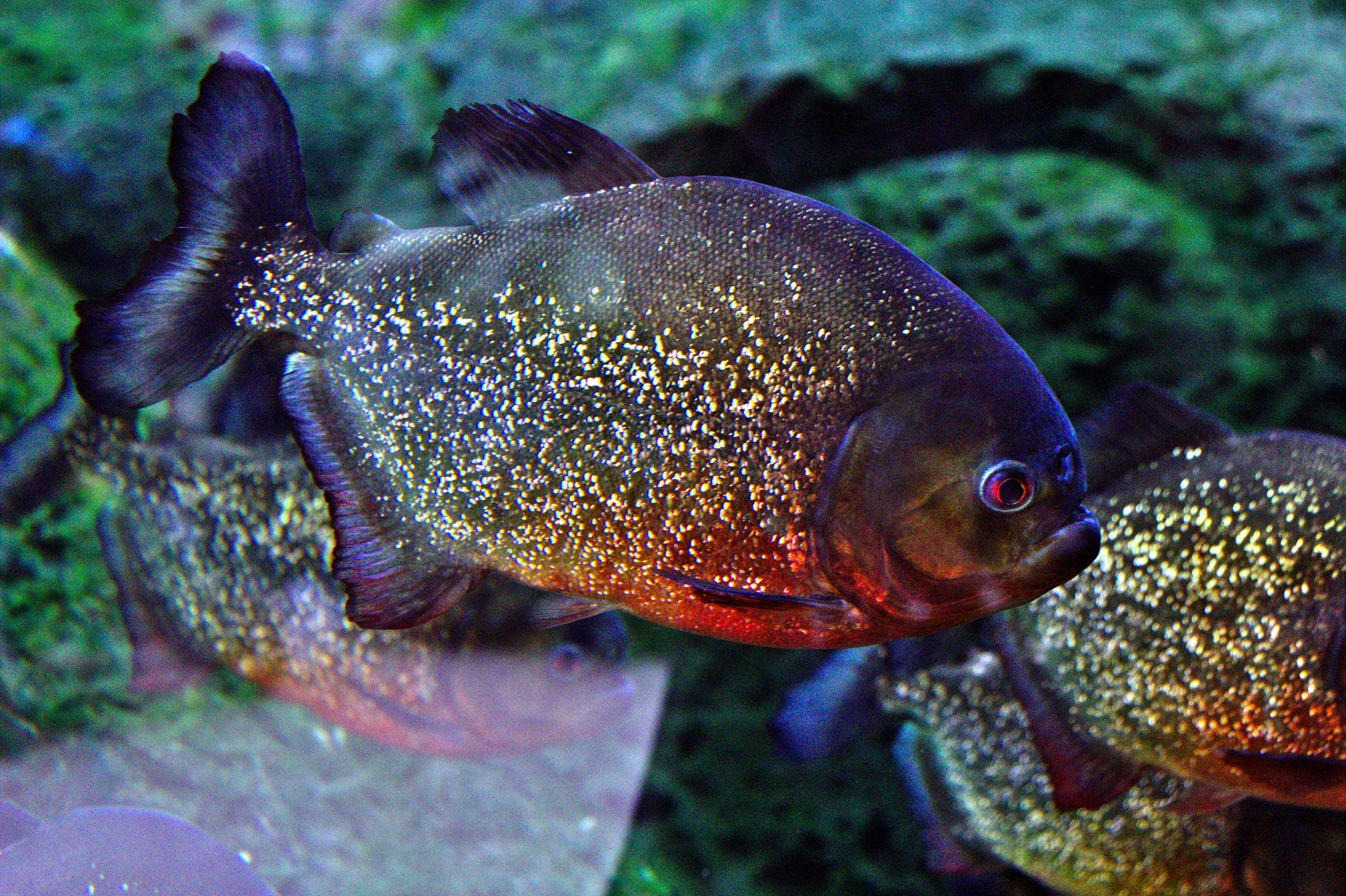
Esemplare al Parc zoologique di Parigi, Francia

Il piranha rosso si nutre tipicamente di insetti, vermi, crostacei e pesci. Tuttavia, quando si muovono in banchi, che possono contare anche centinaia di esemplari, i piranha possono arrivare ad attaccare e nutrirsi di grandi animali, come garzette o capibara. Nonostante la temibile reputazione del piranha come pericoloso predatore, in realtà è principalmente uno spazzino e un foraggiatore, nutrendosi principalmente di piante e insetti durante la stagione delle piogge quando il cibo è abbondante. Inoltre, in natura, tendono a nutrirsi solo di animali deboli, feriti, morenti o già morti. I piranha rossi non si accomunano per cacciare grandi animali in gruppo, ma piuttosto per proteggersi dai predatori. I denti, estremamente robusti, sono sostituiti a uno a uno in modo continuo, permettendo all'animale di alimentarsi sempre.
I metodi di caccia e foraggiamento di questi animali variano durante le diverse fasi della vita dell'animale. Gli esemplari più giovani sono attivi durante il giorno, mentre gli adulti prediligono l'alba e il tramonto, fino a sera. Generalmente, questi pesci predatori tendono imboscate alle loro prede nascondendosi, tra tronchi d'albero caduti o nella vegetazione sommersa, aspettando pazientemente che la preda gli passi vicino prima di colpire. Possono anche inseguire le loro prede. I piranha rossi sono anche degli eccellenti spazzini che si nutrono anche di pezzi di detriti, insetti, lumache, pinne e squame di pesce e piante. Durante la stagione secca, quando grandi gruppi di piranha si riuniscono in grandi banchi nelle pozze in prosciugamento, può avvenire che la fame li porti ad attaccare anche grandi prede utilizzando una tecnica denominata fullblown: una volta che la preda si è avvicinata al banco, quest'ultimo comincia a sferrare robusti morsi che indeboliscono e annegano la preda (se non è un pesce) mentre viene divorata. Le leggende parlano di uomini o bovini spolpati vivi. Tuttavia, tali comportamenti sono estremamente rari.

### Riproduzione
Le abitudini riproduttive dei piranha in natura sono per lo più sconosciute, e la maggior parte dei dati a nostra disposizione viene dalle osservazioni effettuate negli acquari. I piranha solitamente sono in grado di riprodursi già a un anno di vita. Le femmine deporranno diverse migliaia di uova nei pressi di piante acquatiche, sulle quali le uova si attaccheranno, e che i maschi in seguito feconderanno. Dopo due o tre giorni le uova si schiuderanno e i giovani piranha si nasconderanno tra le piante acquatiche finché non saranno abbastanza grandi da difendersi da soli, e tendere agguati alle loro prede.
La ricerca sul comportamento riproduttivo dei piranha rossi in natura ha rivelato alcuni modelli comportamentali intorno ai siti di nidificazione. I piranha adulti nuotano fianco a fianco in piccoli cerchi, a volte con due individui che nuotano in direzioni opposte mantenendo le loro superfici ventrali vicine l'una all'altra. Anche se questo può sembrare uno spettacolo di corteggiamento, uno sguardo più attento rivela che gli adulti stanno effettivamente difendendo i siti di nidificazione. I nidi sono profondi dai 4 ai 5 centimetri circa e vengono scavati tra le piante acquatiche, dove le uova si attaccheranno agli steli o ai fusti delle piante.
Questa formazione delle coppie, spettacoli nuziali, e protezione dei nidi mostra che i piranha rossi hanno un'elevata cura parentale per i nidi e per i giovani. Infatti, se lasciati incustoditi, altri pesci, come i caracidi, potrebbero predare le uova. Nonostante la pratica difensiva di circondare i nidi, i piranha rossi sono spesso passivi nei confronti di altri pesci che si avvicinano al nido. È possibile che la semplice presenza del piranha, un predatore naturale, costituisca una minaccia sufficiente per impedire a potenziali predatori di avvicinarsi al nido.
I piranha hanno due stagioni riproduttive annuali; queste stagioni sono legate alle fluttuazioni del livello dell'acqua, alla frequenza delle inondazioni, alla temperatura e ad altre condizioni idrologiche. Quando gli individui sono pronti a diventare sessualmente attivi, perderanno la loro colorazione rossa e selezioneranno habitat favorevoli alla deposizione delle uova, come le piante sommerse delle foreste inondate e la vegetazione all'interno dei laghi. Questa selezione di habitat è una chiara distinzione dagli individui non riproduttivi che preferiscono più acque aperte.

### Banchi

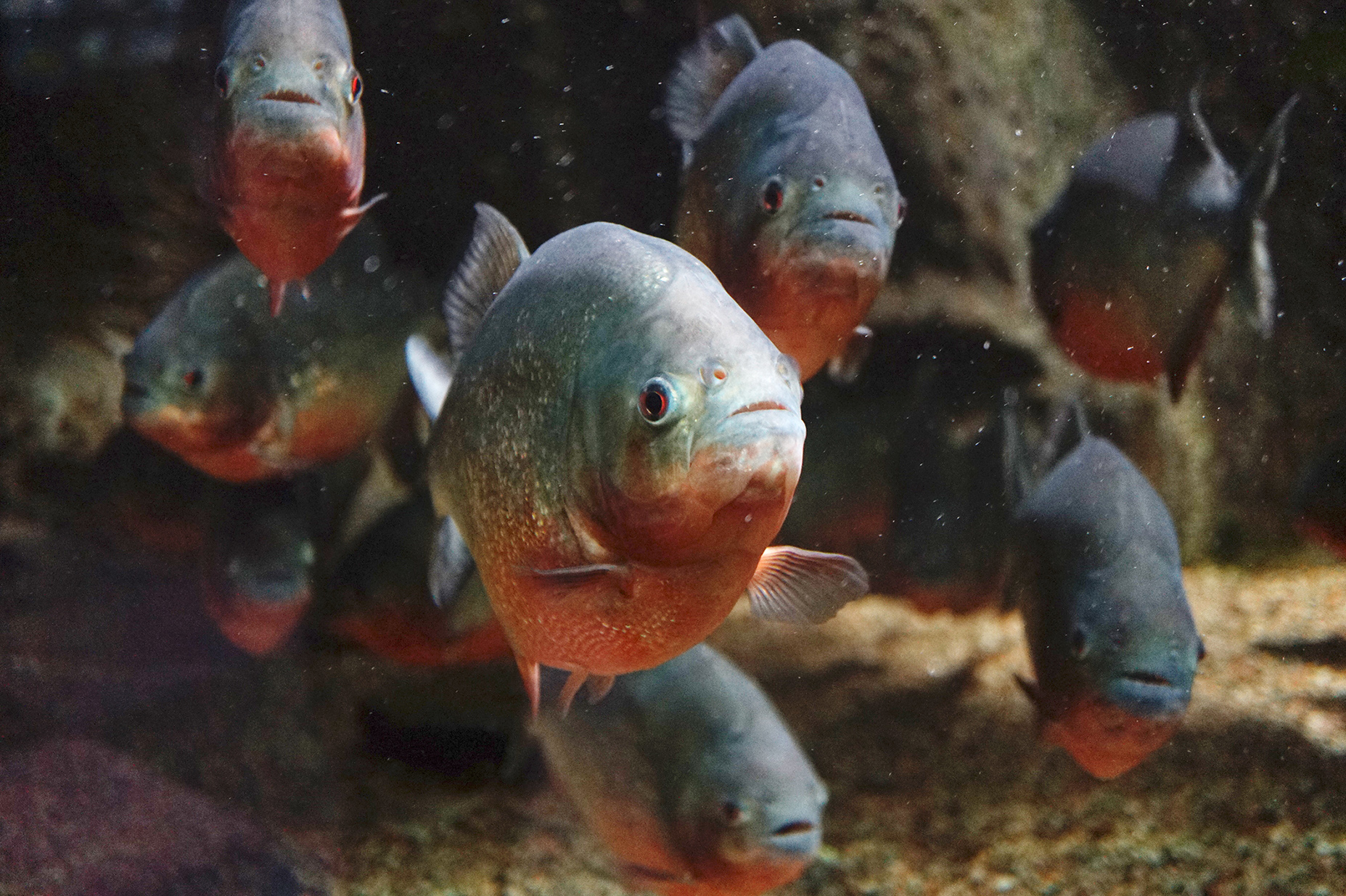
Un banco di piranha rossi, al Särkänniemi Aquarium, Tampere, Finlandia

Contrariamente ad altre specie di piranha che formano banchi solo da giovani, il piranha rosso forma banchi anche in età adulta. I piranha rossi viaggiano spesso in banchi come difesa contro i predatori. In studi che hanno testato le reazioni dei piranha a un attacco simulato di un predatore, i tassi opercolari a riposo sono tornati alla normalità più rapidamente tra i piranha che erano in banchi di otto anziché in branchi di due. Sebbene sia noto che i piranha caccino e si nutrano in gruppo, nessuno studio ha ancora dimostrato che questi pesci siano realmente in grado di attuare strategie di caccia cooperativa.
Molto probabilmente, questo comportamento da banco è una difesa contro la predazione di animali più grandi come delfini, grandi pesci, caimani e uccelli acquatici. I piranha migrano anche in grandi banchi fino ai loro siti di nidificazione per ridurre la probabilità che un singolo individuo venga attaccato da un predatore. Qui i piranha si radunano in grandi numeri per proteggere i nidi e i piccoli che ne usciranno.

### Comunicazione
Quando sfoggiano comportamenti aggressivi, come morsi, inseguimenti, scontri intraspecifici e combattimenti, i piranha rossi sfoggiano una sorta di comunicazione acustica complessa. I suoni creati dai piranha sono generati attraverso rapide contrazioni dei muscoli sonori e sono associati alla vescica natatoria. La vescica natatoria può svolgere un ruolo importante nella produzione del suono come risuonatore. Tutte le osservazioni fatte sulla produzione del suono dei piranha rossi sono state effettuate in cattività, quando gli esemplari sotto esame venivano maneggiati. Quando veniva tirato fuori dall'acqua, l'animale emetteva un suono simile a un tamburo, costituito da un suono armonico a bassa frequenza. Tuttavia, la ricerca ha dimostrato la presenza di tre tipi di emissioni acustiche associate a comportamenti specifici. I richiami di Tipo 1 sono costituiti da suoni armonici, che durano circa 140 millisecondi a 120 Hz e sono associati al comportamento di visualizzazione frontale tra due pesci. I suoni di Tipo 2 durano circa 36 millisecondi a 40 Hz e sono associati a comportamenti in circolo e combattimento legati alla competizione alimentare. I suoni di Tipo 3 sono costituiti da un singolo impulso della durata di soli 3 millisecondi a 1 740 Hz e sono associati a un inseguimento verso un individuo conspecifico. Lo stesso suono viene prodotto anche quando un individuo fa scattare le mascelle per mordere un altro individuo.
Quasi tutti i suoni prodotti dai piranha rossi sono prodotti nel contesto delle interazioni sociali tra i vari individui. I suoni bassi e percussivi sono tipicamente prodotti durante gli attacchi moderati, mentre i suoni forti e minacciosi vengono prodotti durante gli attacchi più vigorosi. All'inizio della maturità sessuale avvengono numerosi combattimenti tra gli individui, che stabiliscono le gerarchie per l'età adulta. Non è raro osservare infatti combattimenti, che spesso portano al ferimento, anche grave, di uno dei due contendenti. Se stressati possono anche praticare il cannibalismo.

## Conservazione
Il piranha rosso è molto diffuso e localmente abbondante. In alcune parti del suo areale è tra le specie ittiche più diffuse. La pesca e il commercio delle specie per gli acquari possono presentare localmente un basso rischio per il piranha rossi. Le popolazioni locali e quelle indigene pescano il piranha rosso a scopo alimentare, per le sue carni magre. Questi pesci in gruppo possono rappresentare una minaccia per l'uomo, e anche un singolo individuo, se maneggiato senza la dovuta esperienza, può causare gravi danni alle dita e alle mani del malcapitato, come lacerazione della pelle e dei muscoli.

## Acquariofilia

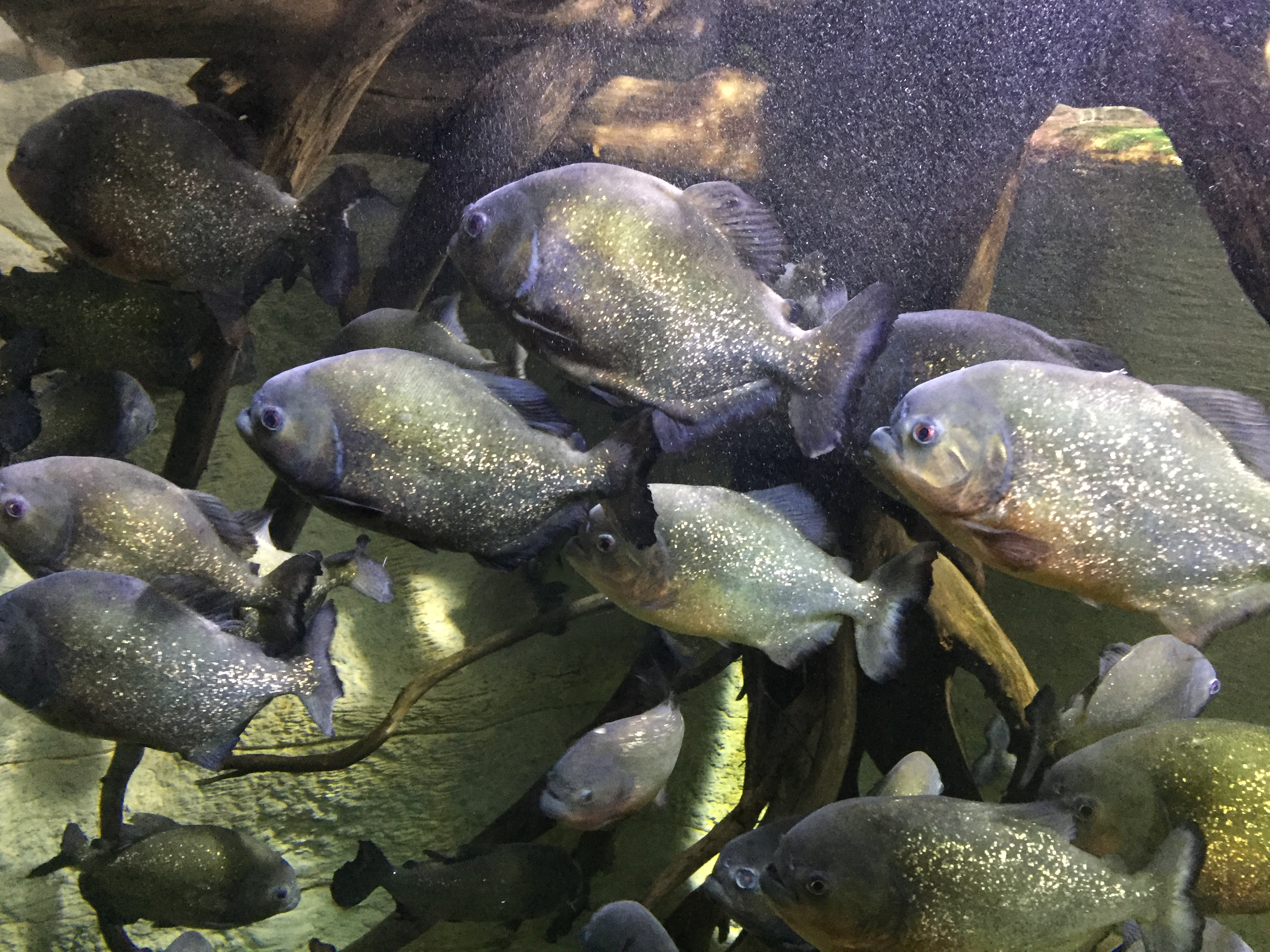
Piranha nell'acquario di uno zoo

Sono tra i serrasalmidi più comuni e conosciuti nell'hobby dell'acquariofilia.
Per via della loro fama di terribili predatori, i piranha rossi sono tra i serrasalmidi più comuni e conosciuti nell'hobby dell'acquariofilia, e possono essere trovati facilmente nei negozi d'animali e nei negozi specializzati.

### Allevamento
L'acquario dovrà avere un'alta qualità dell'acqua, poiché i piranha sono mangiatori disordinati e sporcheranno spesso e rapidamente l'acqua quando mangiano. Inoltre hanno bisogno di posti dove nascondersi, e la luce deve mantenersi fioca. La maniera migliore per allevare questa specie è iniziare da un gruppo di almeno 6 giovani esemplari che dovranno essere inseriti in una vasca sufficientemente spaziosa(Almeno 70-80 lt per esemplare)arredata con fondo scuro, abbondante vegetazione e numerose radici o tronchi che costituiscano rifugi per gli esemplari più deboli e aiutino a delimitare i territori.

### Alimentazione
In cattività, questi pesci possono essere nutriti con alimenti vivi, freschi o congelati, ma non si nutriranno di carne marcia. La loro dieta naturale consiste in prede vive e animali o pesci morti. Tuttavia, le prede vive date ai piranha in cattività possono introdurre malattie nell'acquario, e in particolare i pesci rossi contengono un ormone che inibisce la crescita del pesce stesso, che a sua volta influenzerà la crescita dei piranha.
I piranha giovani, a volte si mordono l'un l'altro nell'acquario, normalmente sulle pinne, con un comportamento chiamato "fin nipping" ("mordicchiamento delle pinne"). Ai pesci a cui le pinne sono state mordicchiate ricresceranno sorprendentemente rapidamente.
Nell'agosto 2009, un grosso esemplare di piranha è stato pescato nel fiume Po nel tratto di fiume compreso fra Torricella di Sissa e Torricella del Pizzo. Il pesce è stato catturato da pescatori sportivi; secondo voci diffuse tra i pescatori nel tratto parmense e reggiano del fiume altri esemplari sarebbero stati avvistati nelle acque fluviali. La provenienza quasi sicuramente è da ricercarsi in un qualche acquario privato, il cui proprietario ha voluto disfarsi dell'esemplare cresciuto troppo rispetto alla capienza della vasca. Risulta estremamente improbabile che questi pesci tropicali possano sopravvivere alle rigide temperature degli inverni padani.

## Nella cultura di massa
Diversi miti circondano questa specie. Il film Piraña, del 1978, di Joe Dante mostra questi pesci sotto una luce simile a Lo squalo, dipingendoli come mostri assetati di sangue, sempre in cerca della prossima preda. Piranha venne seguito da un sequel, Piraña paura, nel 1982, e due remake, uno nel 1995 e uno nel 2010. Film come questi e storie di grandi banchi di piranha rossi che attaccano gli umani, alimentano la loro reputazione – esagerata ed errata – di pesci d'acqua dolce più feroci. In realtà, i piranhas sono generalmente timidi spazzini, che svolgono un ruolo simile agli avvoltoi a terra. Nel film del 2010, Piranha 3D, viene scoperto un piranha preistorico precedentemente sconosciuto. Nel film, il personaggio di Christopher Lloyd identifica erroneamente un esemplare di questa nuova mostruosa specie con il nome specifico del familiare Pygocentrus nattereri.